# Onosma tenuiflora
Onosma tenuiflora là loài thực vật có hoa trong họ Mồ hôi. Loài này được Willd. mô tả khoa học đầu tiên.